# Carmen Belén Richardson
Carmen Belén Richardson (14 de septiembre de 1930 - 9 de agosto de 2012) fue una actriz y comediante puertorriqueña considerada como una pionera de la televisión puertorriqueña.
Richardson nació en Santurce, San Juan. Sus padres pensaron que ella tenía un talento especial para la actuación a una edad temprana y en 1939, cuando ella tenía 9 años de edad, tuvo su audición para el papel de una niña en una telenovela de radio en la emisora WNEL y WIAC.  La gente en la estación quedaron tan impresionados con ella que fue contratada en el acto. Asistió a la Escuela Superior Central de Santurce, donde participó activamente en sus juegos de la escuela. En una ocasión, cuando tenía 14 años de edad, Juan Ramón Jiménez, el escritor español ganador del Premio Nobel, estuvo presente en una de sus presentaciones. Quedó impresionado por lo que vio hasta el punto que se ofreció a pagar la matrícula de la universidad de Richardson.
Carmen Belén Richardson participó en muchas telenovelas, entre ellas: El maleficio como Inés (1983/1984), Guadalupe como Dominga (1984),Soledad (1980-1981), Amalia Batista (1983-1984), El hogar que yo robé como Fernanda (1981), Tanairí como Mariba (1985). Figuró como parte del elenco de Producciones MECA a finales de la década del 1980. Con esta firma, fundada inicialmente por las actrices Ángela Meyer y Camille Carrión, Carmen Belén Richardson actuó en La Isla como Michelle (1987), Ave de paso como Florita (1987),  Yara prohibida (1988) y  La otra (1988).  Actuando en la telenovela "Natalia" (1991) fue cuando notó sus primeros síntomas de problemas de salud.
Carmen Belén Richardson se retiró de la actuación después de que se le diagnosticara fibromialgia. Fundó un grupo de apoyo a los enfermos de fibromialgia en Puerto Rico llamado "Fundación Carmen Belén Richardson". El 9 de agosto de 2012, falleció en un hospital en Caguas, Puerto Rico.